# Isobel Ghasal
Isabella (Isobel) Marguerite Joséphine Ghasal-Öhman, född 19 december 1896 i Tripoli i Osmanska riket, död 5 oktober 1989 i Stockholm, var en svensk operasångare (sopran) och konsertsångare.

## Biografi
Isobel Ghasal, som var av persisk börd, var dotter till medicine doktor S. Gazala Bey och Sofi Kroumy. Hon studerade för Hertha Demlow i Berlin samt i Paris och Milano. Hon debuterade 1928 som konsertsångerska i Berlin och 1929 som Djamileh i Bizets opera med samma namn i Hamburg. Därefter framträdde hon på operascener och konserter i Europa. Sin första konsert i Stockholm gav hon 1930, och återvände därefter flera gånger till Sverige. Hon gästspelade tillsammans med sin dåvarande make Martin Öhman 1935 på Kungliga Teatern som Aida i operan med samma namn och 1936 där som  Leonora i Trubaduren. Under turnéer i Sverige tillsammans med Martin Öhman under 1930-talet sjöng hon Santuzza i På Sicilien, Nedda i Pajazzo och Mimì i La Bohème, partier som hon senare framförde utomlands. Sitt konserterande utsträckte hon senare till USA, som hon 1947–1950 besökte i två omgångar, samt 1951 till Nordafrika. Hon var även sångpedagogiskt verksam. Bland övriga roller som hon gjorde märks Violetta i La traviata.
Hon var åren 1927–1943 gift med operasångaren Martin Öhman.